# 小関太郎
小関 太郎（こせき たろう、1976年5月29日 - ）は、日本の警視庁警察官。千葉県市原市出身。現在警視庁警備部第三機動隊所属、巡査部長。千葉県習志野市立習志野高等学校から、東海大学体育学部武道学科へ進学。剣道（錬士）六段。

## 実績
- 全日本選手権大会：三位一回（出場6回）
- 全国警察大会：団体優勝3回
- 国体：優勝（1回）・2位（4回）
- 全日本東西対抗大会：出場1回
- 全日本学生剣道選手権大会：個人3位
- 関東学生大会：個人3位
- 全国高校大会：団体・個人出場
- 関東高校大会：団体優勝

| スタブアイコン | サブスタブ | この項目は、まだ閲覧者の調べものの参照としては役立たない、スポーツ関係者に関連した書きかけの項目です。この項目を加筆・訂正などしてくださる協力者を求めています（P:スポーツ/PJ:スポーツ人物伝）。 |